# Сенсоли, Нико
Нико Сенсоли (итал. Nicko Sensoli; род. 14 июня 2005, Сан-Марино) — сан-маринский футболист, полузащитник клуба «Тре Фьори» и сборной Сан-Марино.

## Биография

### Клубная карьера
Родился 14 июня 2005 года в городе Сан-Марино, столице одноимённого государства. Его родители — итальянцы, переехавшие в республику в 1990-х годах.
Воспитанник футбольной академии Сан-Марино. Дебютировал в чемпионате Сан-Марино в представляющей академию команде «Академия Сан-Марино» в 2023 году, сыграв в первой половине сезона 2023/24 10 матчей и забив 4 мяча. В декабре того же года был взят в аренду итальянским клубом Серии D «Санджулиано Сити», за который провёл 6 матчей, в каждом из которых появлялся на замену во второй тайме. В сентябре 2024 года подписал контракт с клубом из того же дивизиона «Виктор Сан-Марино», но за полгода провёл за команду только 3 игры. В январе 2025 года вернулся в чемпионат Сан-Марино, подписав контракт с «Тре Фьори».

### Карьера в сборной
Дебютировал за сборную Сан-Марино 20 марта 2024 года в товарищеском матче против Сент-Китса и Невиса, в котором вышел на замену на 85-й минуте вместо Филиппо Берарди.
5 сентября 2024 года Сенсоли стал автором единственного забитого мяча в матче Лиги наций УЕФА против Лихтенштейна (1:0), забив гол на 53-й минуте. Таким образом сборная Сан-Марино одержала победу во второй раз в своей истории, при этом впервые выиграв в рамках официального турнира.